# Ervin Katnić
Ervin Katnić (Póla, 1921. szeptember 2. – Split, 1979. január 4.) horvát labdarúgó-középpályás.
A jugoszláv válogatott tagjaként részt vett az 1950-es labdarúgó-világbajnokságon.